# Leuckartiara zacae
Leuckartiara zacae is een hydroïdpoliep uit de familie Pandeidae. De poliep komt uit het geslacht Leuckartiara. Leuckartiara zacae werd in 1940 voor het eerst wetenschappelijk beschreven door Bigelow. 